# Hispa ramosa
Hispa ramosa es una especie de insecto coleóptero de la familia Chrysomelidae, descrita en 1817 por Gyllenhaal. Se encuentra en la India y Sri Lanka.